# درو سلی
درو مایکل ادگار سلی (انگلیسی: Drew Michael Edgar Seeley؛ زادهٔ ۲۸ آوریل ۱۹۸۲) بازیگر، خواننده، ترانه‌سرا و رقصنده کانادایی است. او ترانه‌های متعددی را برای کمپانی والت دیزنی ضبط کرده‌است. سلی در دوران کودکی در انتاریو در زمینهٔ رقص فعالیت می‌کرد و مدتی بعد به فلوریدا نقل مکان کرد.

## فیلم‌شناسی
- موزیکال دبیرستان (۲۰۰۶)
- زندگی سوئیت زاک و کودی (۲۰۰۸)
- یک داستان سیندرلایی دیگر (۲۰۰۸)
- میانبر (۲۰۰۹)
- آوازخوان حرفه‌ای (۲۰۱۲)
- مرغ ربات (۲۰۱۹)

## ترانه‌شناسی
آلبوم‌های استودیویی
- ~دی‌اس~ (۲۰۰۶)
- وضوح (۲۰۱۱)
- زمان بیکاری (۲۰۱۸)